# Aire urbaine de Calais
L'aire urbaine de Calais est une aire urbaine française centrée sur l'unité urbaine de Calais. Composée de 32 communes, elle comptait 126 266 habitants en 2012.

## Composition
Dans sa délimitation de 2010, l'aire urbaine de Calais est composée des 30 communes de la délimitation de 1999 auxquelles se sont ajoutées Hermelinghen et Hervelinghen.

## Caractéristiques dans la délimitation de 1999

L'aire urbaine de Calais dans le Nord-Pas-de-Calais

D'après la définition qu'en donne l'INSEE, l'aire urbaine de Calais est composée de 30 communes, situées dans le Pas-de-Calais. Ses 125 584 habitants font d'elle la 57e aire urbaine de France.
7 communes de l'aire urbaine sont des pôles urbains.
Le tableau suivant détaille la répartition de l'aire urbaine sur le département (les pourcentages s'entendent en proportion du département) :
| Département   | Communes | Communes (%) | Superficie (km²) | Superficie (%) | Population (1999) | Population (%) |
| ------------- | -------- | ------------ | ---------------- | -------------- | ----------------- | -------------- |
| Pas-de-Calais | 30       | 3,4          | 337,39           | 5,1            | 125 584           | 8,7            |